# 阿兹特克雄鹰勋章
墨西哥阿兹特克雄鹰勋章（西班牙語：Orden Mexicana del Águila Azteca）是墨西哥授予外国人的最高勋章，由墨西哥总统亲自签署授奖令。1933年12月29日，它由时任总统阿貝拉多·羅德里格斯创建。